# Psammoduon
Psammoduon là một chi nhện trong họ mierenjagers (Zodariidae).

## Các loài
Các loài trong chi này gồm:
- Psammoduon arenicola (Simon, 1910)
- Psammoduon canosum (Simon, 1910)
- Psammoduon deserticola (Simon, 1910) *